# Lajos Homonnai
Lajos Homonnai (Budapest, 2 maggio 1904 – ...) è stato un pallanuotista ungherese.
Assieme al fratello Márton, è stato un membro dell'Ungheria che ha partecipato ai Giochi di Parigi 1924, in cui giocò 3 partite.